# Camilla Jensen
Camilla Louise Jensen (født 25. oktober 1982 i Tårnby) er en dansk curlingspiller, som har været en del af det danske hold, der vandt en sølvmedalje ved VM i kvindecurling i 2007. Senere samme år var hun igen med til at vinde en sølvmedalje, og endnu engang i 2009 vandt hun en sølvmedalje sammen med blandt andet Joel Ostrowski.
Hun var desuden udtaget til Danmarks curlinglandshold ved Vinter-OL 2010 i Vancouver.